# Mount Buller
Mount Buller Village is een plaats in de Australische deelstaat Victoria en telt 251 inwoners (2006).